# Roepera ovata
Roepera ovata är en pockenholtsväxtart som först beskrevs av Ewart & Jean White, och fick sitt nu gällande namn av Beier & Thulin. Roepera ovata ingår i släktet Roepera och familjen pockenholtsväxter. Inga underarter finns listade i Catalogue of Life.